# Mulheres na Alemanha Nazista
As mulheres na Alemanha Nazista estavam sujeitas às doutrinas do Nazismo pelo Partido Nazi (NSDAP), sendo excluídas da vida política activa da Alemanha, tal como dos corpos executivos e comissões executivas. Embora o Partido Nazista tivesse decretado que as "mulheres não podiam ser admitidas nem como executivas do partido, nem na Comissão Administrativa", tal não evitou que várias mulheres se tornassem membros do partido. A doutrina nazista dava ênfase ao papel do homem alemão, destacando as suas capacidades de combate e a camaradagem entre si.
As mulheres viviam num regime caracterizado por uma política confinada ao papel de esposa e mãe, e excluindo-as de todas as posições de responsabilidade, em particular nas esferas política e académica. As políticas nazistas contrastam fortemente com a evolução da emancipação durante a República de Weimar, sendo mesmo diferente da atitude patriarcal e conservadora do Império Alemão. O posicionamento das mulheres no centro de organizações-satélite do Partido Nazista, como a Bund Deutscher Mädel ou a NS-Frauenschaft, tinha o objectivo último de motivar a coesão da "comunidade do povo" (Volksgemeinschaft).
Em primeiro lugar, na doutrina nazista que dizia respeito às mulheres, estava a noção da maternidade e procriação para aquelas na idade fértil. A mulher-modelo nazista não tinha uma carreira, mas era responsável pela educação dos seus filhos e pelo cuidar da casa. As mulheres apenas podiam ter formação no que dizia respeito às tarefas domésticas, e foram ficando, ao longo do tempo, restringidas de ensinar nas universidades, de profissões médicas e de assumir cargos em posições políticas dentro do NSDAP. Muitas restrições foram levantadas à medida que o esforço de guerra do regime assim o exigia. À excepção da Reichsführerin Gertrud Scholtz-Klink, mais nenhuma mulher teve permissão para ter funções oficiais, apesar de  algumas excepções surgidas no regime, fosse pela proximidade a Adolf Hitler, como Magda Goebbels, ou por sobressaírem nas suas profissões como a realizadora cinematográfica Leni Riefenstahl ou a piloto-aviadora Hanna Reitsch.
Apesar de muitas mulheres terem tido um papel muito importante no centro do sistema nazista ou de terem ocupado lugares centrais nos campos de concentração nazistas, algumas entraram para resistência alemã, morrendo ao seu serviço, como Libertas Schulze-Boysen ou Sophie Scholl.

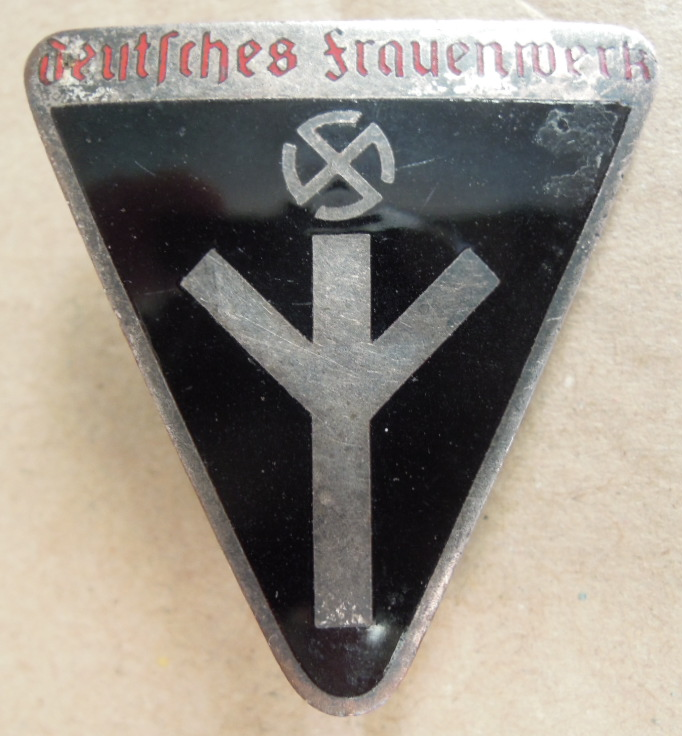
Crachá de membro da Deutsches Frauenwerk, uma associação nazista para mulheres criada em Outubro de 1933.

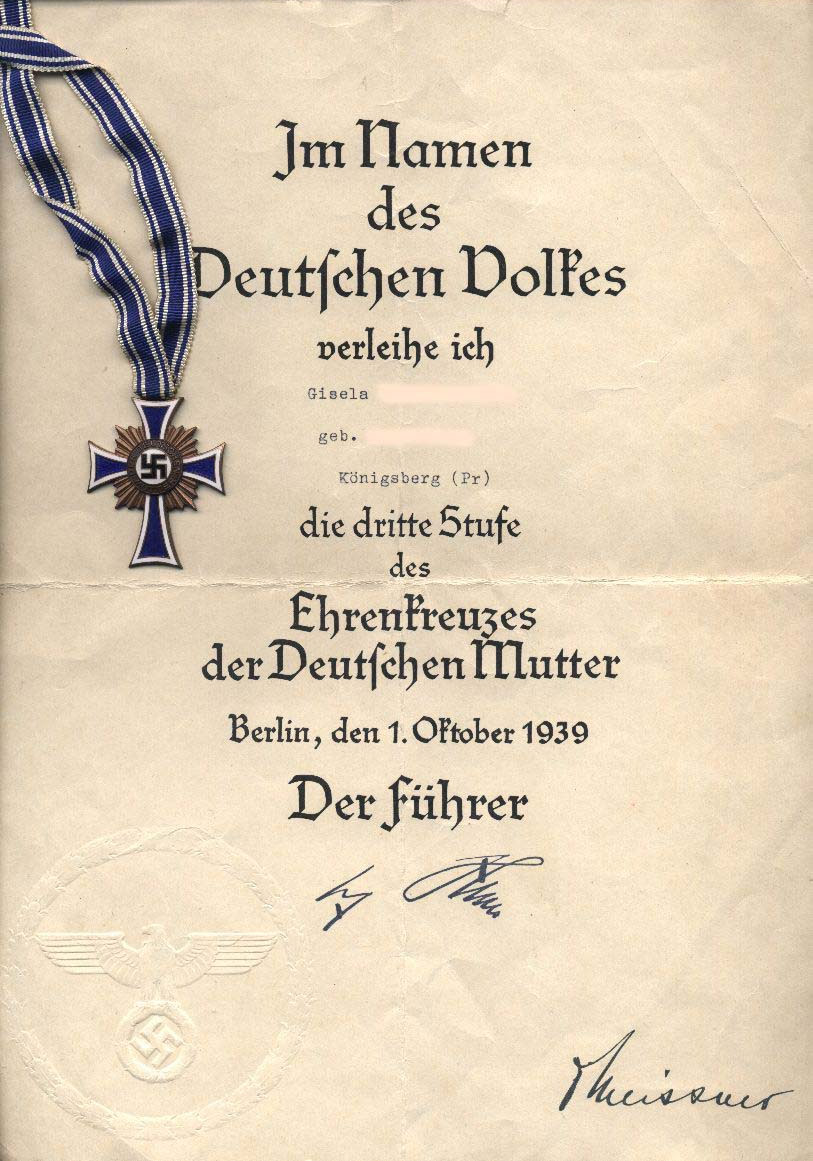
Certificado da Cruz de Honra das Mães Alemãs durante a Segunda Guerra Mundial.

## Antecedentes
Durante a República de Weimar, o estatuto das mulheres era um dos mais progressistas da Europa. A Constituição de Weimar, de 19 de Janeiro de 1919, proclamou o direito de voto (artigos 17 e 22), a igualdade dos sexos em questões civis (artigo 109), a não-discriminação contra as mulheres burocratas (artigo 128º), os direitos de maternidade (art. 19) e igualdade conjugal no casamento (artigo 119). Clara Zetkin, líder proeminente do movimento feminista alemão, foi deputada no Reichstag de 1920 a 1933, tendo até presidido à assembleia no papel de Dean. Mas Weimar não representou um grande salto para a libertação das mulheres. As mulheres permaneceram pouco representadas no parlamento; a maternidade continuou a ser promovida como a função social mais importante da mulher; o aborto ainda era condenável (art. 218 do Código Penal); e as trabalhadoras não alcançaram progressos económicos significativos, como a igualdade salarial. Com o surgimento do consumismo, as empresas e o governo tiveram uma necessidade crescente de trabalho; embora o trabalho se tornasse um caminho para a emancipação para as mulheres, eles eram frequentemente limitados a trabalho administrativo como secretárias ou funcionários de vendas, onde geralmente eram pagas entre 10% a 20% menos que os empregados do sexo masculino sob vários pretextos, como a alegação de que a compreensão das tarefas domésticas as libertariam de determinadas despesas domésticas.

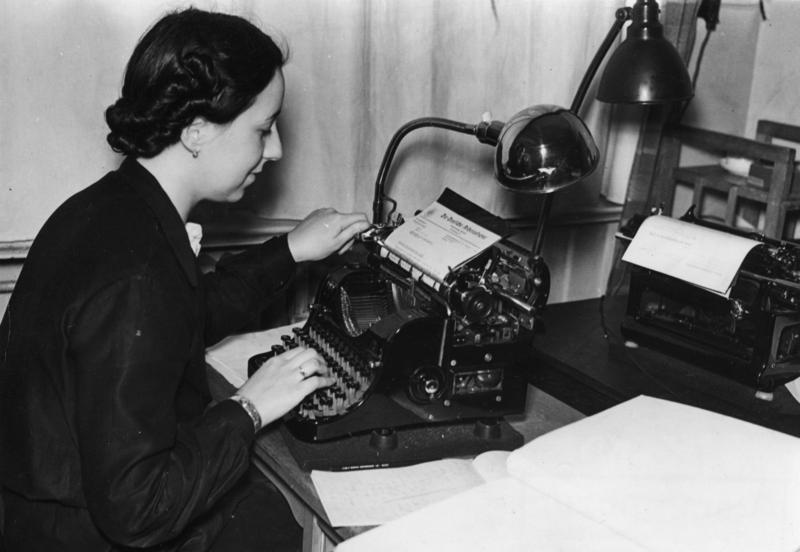
Mulher alemã a trabalhar como secretária em 1938.

Enquanto a maioria dos outros partidos da a República de Weimar apresentava candidatos femininos durante as eleições (e algumas foram eleitos), o Partido Nazista não. Em 1933, Joseph Goebbels justificou esta posição explicando que "é necessário deixar aos homens o que pertence aos homens". A Alemanha passou de 37 deputadas no Parlamento, num total de 577, para nenhuma, depois da eleição de Novembro de 1933.

### Início do regime nazistas
O poder alcançado por Adolf Hitler como chanceler marcou o fim de numerosos direitos das mulheres, apesar de Hitler ter conseguido a sua ascensão social em parte graças à protecção de mulheres influentes. No entanto, em termos de padrões de votação, uma maior proporção de eleitores masculinos apoiou o Partido Nazista em comparação com eleitores femininos. A socialização de Hitler em círculos afluentes e com socialites como a princesa Elsa Bruckmann, esposa do editor Hugo Bruckmann e Helene Bechstein, esposa do industrial Edwin Bechstein,  no início, trouxe ao Partido Nazista novas fontes de financiamento importantes. Por exemplo, Gertrud von Seidlitz, viúva de uma família nobre, doou 30 mil marcos ao partido em 1923; e Helene Bechstein, que tinha uma propriedade no Obersalzberg, facilitou a aquisição de Hitler da propriedade Wachenfeld.
Em 1935, durante um discurso no Congresso de Mulheres Nacional-Socialistas, Hitler declarou, no que diz respeito aos direitos das mulheres:
Na realidade, a concessão dos direitos ditos iguais às mulheres, como exigido pelo marxismo , não confere direitos iguais, mas constitui a privação dos direitos, uma vez que atraem as mulheres para uma zona onde só podem ser inferiores. Isso coloca as mulheres em situações em que não podem fortalecer a sua posição em relação aos homens e à sociedade - mas isso só as enfraquece.
O facto de Hitler não ser sido casado e de representar um ideal masculino para muitos alemães levou à sua erotização na imaginação pública. Em Abril de 1923, um artigo apareceu no Münchener Post afirmando que "as mulheres adoram Hitler"; ele foi descrito como adaptando seus discursos para "os gostos das mulheres que, desde o início, contam entre seus mais fervorosos admiradores". As mulheres também foram, por vezes, fundamentais para levar seus maridos para a esfera política nazistas, contribuindo, assim, para o recrutamento de novos membros do NSDAP.
Numa sociedade que estava a começar a considerar as mulheres e os homens como iguais, as políticas nazistas constituíram um forte revés, forçando as mulheres a deixar a vida política. As políticas nazistas relativas às mulheres eram um aspecto dos seus esforços para impedir o que o novo regime via como a decadência da República de Weimar. Na sua perspectiva, o regime de Weimar, que eles achavam que tinha uma natureza judaica, parecia efeminada, tal como tolerante à homossexualidade – a verdadeira antítese da virilidade germânica.
Heinrich Himmler declarou ao SS-Gruppenführer, em Fevereiro de 1937: 
No meu ponto de vista, existe uma masculinização excessivamente forte de toda a nossa vida, ao ponto de militarizarmos coisas absurdas [...] Acho que é uma catástrofe ver organizações femininas,associações femininas ou clubes de mulheres ocuparem-se de áreas de actividade que minam qualquer encanto feminino, quaisquer dignidade ou graça feminina. Acho catastrófico - e falo aqui de modo geral, pois na verdade é algo que não nos afecta directamente - que nós, homens tolos queiramos transformar as mulheres em pensadoras lógicas, tentarmos ensinar-lhes tudo o que for possível, masculinizar as mulheres até que, com o tempo, as diferenças entre os sexos, a polarização, desaparecerão O caminho para a homossexualidade não será longo daí para a frente. [...] Cabe-nos ser perfeitamente claros quanto ao facto de o nosso movimento, a nossa ideologia, só poder sobreviver se for apoiada pelas mulheres, pois os homens compreendem tudo através da razão enquanto as mulheres compreendem tudo  através da emoção. [...] Os padres sabiam muito bem porque é que condenavam à fogueira 5000 a 6000 mulheres; porque elas se apegavam emocionalmente Às doutrinas e ao conhecimento ancestral e não estavam preparadas para os abandonar, enquanto os homens, devido ao seu pensamento lógico, ja´se haviam reconciliado com o facto de que não valia a pena resistir.
Oficialmente, o estatuto das mulheres passou de "direitos iguais" (Gleichberechtigung) para uma "equivalência" entre homens e mulheres(Gleichstellung). O historiador Pierre Ayçoberry salienta que "esta ofensiva forneceu a dupla vantagem de agradar aos seus colegas masculinos preocupados com essa concorrência, e devolveu à vida privada mais de 100 000 orgulhosas do seu sucesso, a maioria das quais eleitores que apoiaram a esquerda política". Esta política originou mal-estar entre os militantes do NSDAP, que estavam apreensivos com o facto de isso poder fazer mal aos membros femininos, um conjunto de associados necessários para postos futuros.

### Restrições na entrada para o ensino universitário
Em 1933, os programas escolares para as raparigas foram alterados, principalmente com o objectivo de as desencorajar de seguirem estudos universitários. Os cinco anos de aulas de latim e os três anos de ciências foram substituídos por cursos em língua alemã e formação em actividades domésticas. Esta mudança não teve resultados produtivos; por um lado, um número significativo de raparigas estava matriculadas em escolas de rapazes, enquanto que, por outro lado, as "restrições às inscrições" de 10% ao nível universitário eram geralmente ignoradas. Assim, as medidas apenas diminuíram as matrículas em escolas de medicina de 20% para 17%.
Algumas associações de mulheres, nomeadamente grupos comunistas e socialistas, foram banidas e, em alguns raros casos, os membros foram presos ou assassinados. Todas as associações foram convidadas a denunciar os membros judeus, como a União de Mulheres Protestantes, a Associação de Domicílio e Campo, a União da Sociedade Colonial das Mulheres Alemãs e a União da Rainha Louise. Mas, tal como começaram, a maioria das associações depressa de separou ou escolheram, por vontade própria, desaparecer, como a Bund Deutscher Frauenverein (BDF, Federação das Associações das Mulheres Alemãs), criada em 1894, e que se separou em 1933 para evitar ser controlada.  Apenas uma associação de mulheres persistiu sob o regime (a associação de Gertrud Bäumer, Die Frau ou A Mulher), até 1944, mas colocada sob a tutela do ministro do Reich da Educação do Povo e da Propaganda, Joseph Goebbels. Rudolf Hess criou a Deutsches Frauenwerk a qual, com o ramo feminino do Partido Nazi, a NS-Frauenschaft, tinha como o objectivo de se tornar uma organização de massas para o regime.
Em 1936, uma lei baniu algumas posições de topo no sistema judicial para as mulheres (em especial a de juiz e a de procurador, com a intervenção pessoal de Hitler) e no campo médico. As mulheres médicas foram proibidas de exercer a sua profissão. Esta situação provocou problemas nas necessidades de saúde do país, e algumas foram chamadas para voltar ao trabalho. Também banida foi a Associação de Mulheres Médicas, a qual foi absorvida pela associação masculina.) Durante a República de Weimar, apenas 1% dos lugares universitários eram ocupados por mulheres. A 8 de Junho de 1937, um decreto estipulou que apenas os homens podiam ser nomeados para estes postos. Não obstante, em 21 de Fevereiro de 1938, "numa excepção única" no seguimento da influência de Gertrud Scholtz-Klink, uma mulher cientista, Margarete Gussow, obteve um lugar em astronomia. A matemática Ruth Moufang conseguiu obter o seu doutoramento, mas não pode leccionar e foi forçada a trabalhar na indústria nacional. Emmy Noether, outra licenciada em Matemática, foi exonerada da sua função por causa da "lei alemã para a Restauração do Serviço Público" de 17 de Abril de 1933, por ter pertencido, nos anos 1920, ao Unabhängige Sozialdemokratische Partei Deutschlands (USPD) e ao Sozialdemokratische Partei Deutschlands (SPD). A investigadora física Lise Meitner, que dirigiu o Departamento de Física na Sociedade Kaiser Wilhelm, conseguiu manter-se nessa função até 1938 devido à sua nacionalidade austríaca, que terminou com a Anschluss); depois disso partiu para os Países Baixos, e depois para a Suécia. No campo científico, foram residuais as nomeações de mulheres; em 1942, as mulheres não tinham autorização para dirigir um instituto científico, apesar de nenhum homem se ter candidatado. A limitação da presença de mulheres na vida política foi total: não podiam ocupar nenhum lugar tanto no Reichstag, como nos parlamentos regionais ou concelhos municipais.
Não houve grande resistência a este controlo. As associações de mulheres burguesas argumentaram, como muitas outras, que o governo nazista era um fenómeno vulgar, passageiro, e que, por meio da sua participação, poderiam exercer alguma influência.. Com esta posição, iludiam-se ao acreditar que estavam a obter "um acordo aceitável", tal como estavam acostumadas a fazer sob um sistema patriarcal. Tendo por base a tendência generalizada para subestimar a ameaça que o regime apresentava, a historiadora Claudia Koonz destaca o provérbio popular da época: "A sopa nunca é comida tão quente quanto é cozida". Aquelas mulheres mais firmes na sua oposição escolheram emigrar, ou, se optassem por manter uma voz activa, corriam o risco de serem detidas e internadas, e possivelmente executadas, tal como os homens que se opunham ao regime.

### Recuperação parcial dos direitos em 1937
Com o aumento da necessidade de mulheres em certas profissões e da sua utilidade na economia do país, a política de anti-emancipação em termos de mão-de-obra foi rapidamente posta de lado. As mulheres eram convidadas para aderir ao Nazismo, sendo lhes dada a ideia de que podiam ser mães e empregadas em simultâneo, mesmo com Joseph Goebbels a atacá-las com campanhas anti-batom no Völkischer Beobachter e a atacar as ideólogas mais fervorosas.

## Ideal feminino do regime Nazi

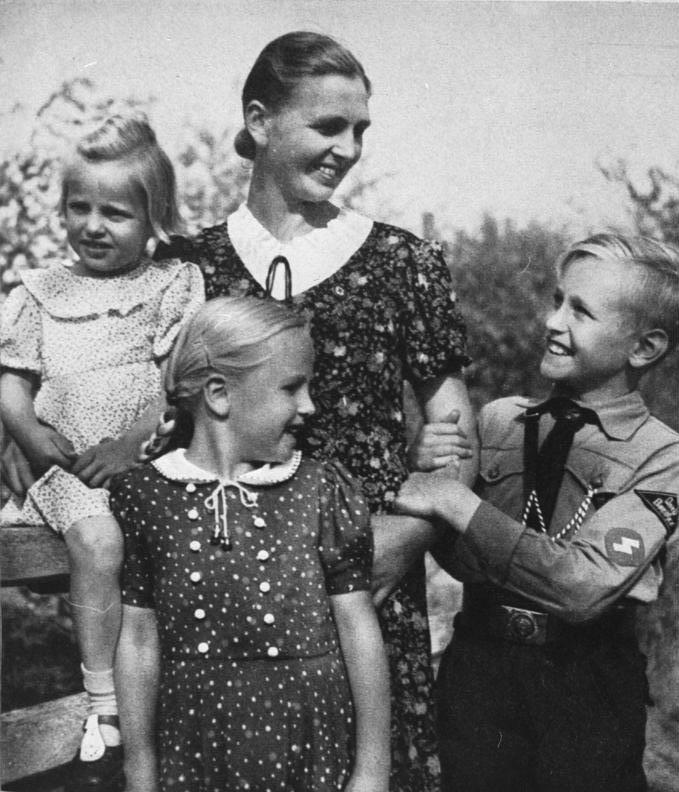
Foto de propaganda nazista: uma mãe, suas filhas e seu filho, trajando o uniforme da Juventude Hitlerista em pose para a revista SS-Leitheft, fevereiro de 1943.

### A Nova Mulher
A mulher nazista teve que se conformar com a sociedade alemã desejada por Adolf Hitler (Volksgemeinschaft), racialmente pura e fisicamente robusta. Ela não trabalhou, vivendo no culto da maternidade e seguindo o slogan do ex-imperador Guilherme II da Alemanha: Kinder, Küche, Kirche, que significa "Crianças, Cozinha, Igreja". Num documento publicado em 1934, Os Nove Mandamentos da Luta dos Trabalhadores, Hermann Goering resume sem rodeios o futuro papel das mulheres alemãs: "Pegue numa panela, numa escova e numa vassoura e case com um homem".  O intuito de cultuar a maternidade tinha como finalidade transformar as mulheres em máquinas reprodutoras responsáveis por expandir a nação alemã. Este era o anti-feminismo no sentido em que os nazis consideravam os direitos políticos concedidos às mulheres (acesso a posições de alto nível, por exemplo) como incompatíveis com a natureza da reprodução, o único papel dentro do qual poderiam florescer e melhor servir os interesses da nação. Assim, Magda Goebbels declarou em 1933: "As mulheres alemãs foram excluídas de três profissões: o exército, como em todo o mundo; o governo; e o judiciário. Se uma moça alemã tem de escolher entre casamento ou carreira, ela será sempre encorajada a casar-se, porque é o melhor para uma mulher". Não é possível simular um "salto mental" às sociedades conservadoras e patriarcais que prevaleceram, por exemplo, durante o Segundo Império; de facto, o carácter totalitário do regime afastou-se do conceito que tinha sido feito das mulheres serem colocadas de lado pela sociedade. Pelo contrário, esperava-se que elas participassem nos papéis da mãe e cônjuge. O facto de que a regimentação das mulheres (Bund Deutscher Mädel e, posteriormente, Frauenschaft) fosse tão organizada, não permitiu relegar as mulheres àquilo que poderiam fazer no século XIX. Sem dúvida, um eleitorado conservador e uma parte marginal da população muito crítica da imagem da mulher emancipada da década de 1920, encontraram alguma satisfação no novo regime. Mas os objectivos eram diferentes, exigindo que cada mulher participasse na construção do "Reich dos 1000 anos". A liberdade das mulheres estava limitada, e Heide Schlüpmann disse, de forma muito conclusiva, em Frauen und Film, que os filmes de Leni Riefenstahl (a realizadora oficial do regime) "valorizavam bastante a negação da sexualidade feminina e oferecendo apenas às mulheres uma autonomia enganosa". No geral, as políticas nazistas referentes ao papel feminino na sociedade tinham o ideal de servidão ao Estado em tempos de paz ou guerra, atuando no campo privado ou público.

### Obrigações e proibições
O uso de maquiagem estava, no geral, proibido, e exigia-se uma certa discrição por parte das mulheres, contrastando com o período da República de Weimar, em que havia mais liberdade ao nível moral. Em 1933, reuniões com a NSBO (National Sozialistischer Betriebs Obman, a secção feminina da Deutsche Arbeitsfront) proclamaram que as mulheres "pintadas e maquilhadas estavam proibidas de frequentar as reuniões da NSBO. As mulheres que fumavam em público – hotéis, cafés, na rua e locais semelhantes – seriam excluídas da NSBO". As actividades consideradas mais ou menos tradicionais estavam limitadas a locais recomendados: música, trabalho manual, ginástica. A sexualidade foi banida, excepto com o objectivo de procriação; as jovens mais liberais eram consideradas "depravadas" e "anti-sociais". As mães eram encorajadas a ter filhos: para este efeito, foi criada a "Ehrenkreuz der Deutschen Mutter" (Cruz de Honra das Mães Alemãs) para as mães que trouxeram ao mundo mais de quatro filhos. O "Dia das Mães Alemães" também foi criado; durante o de 1939, três milh~es de mães foram condecoradas. Em relação ao aborto, o acesso às clínicas e a outros serviços foi proibido, até que em 1935, os médicos foram obrigados a reportar os nados-mortos à Delegação Regional para a Saúde do Estado, que investigaria a perda natural de uma criança; em 1943, os ministros do Interior e Justiça estabeleceram a lei da "Protecção para a Protecção do Casamento, Família e Maternidade", que incluia a pena de morte para as mulheres condenadas por infanticídio.

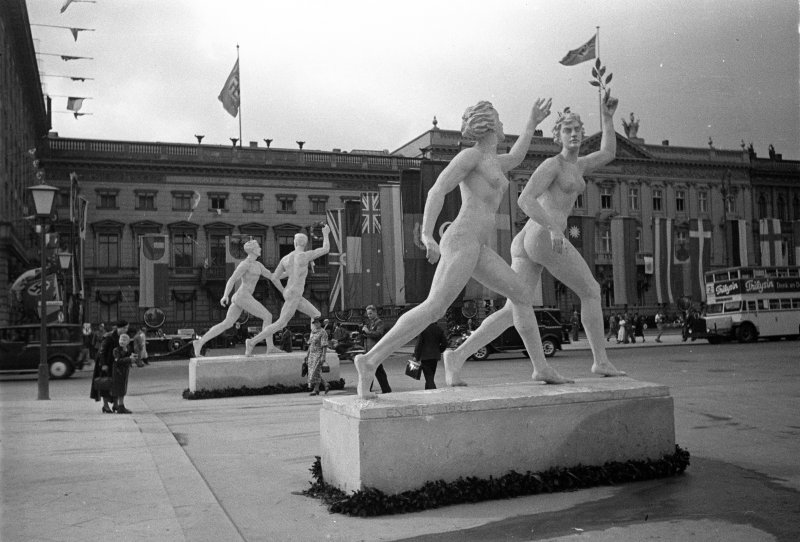
Estátuas do corpo ideal feminino nas ruas de Berlim, erigidas por ocasião dos Jogos Olímpicos de Verão de 1936.

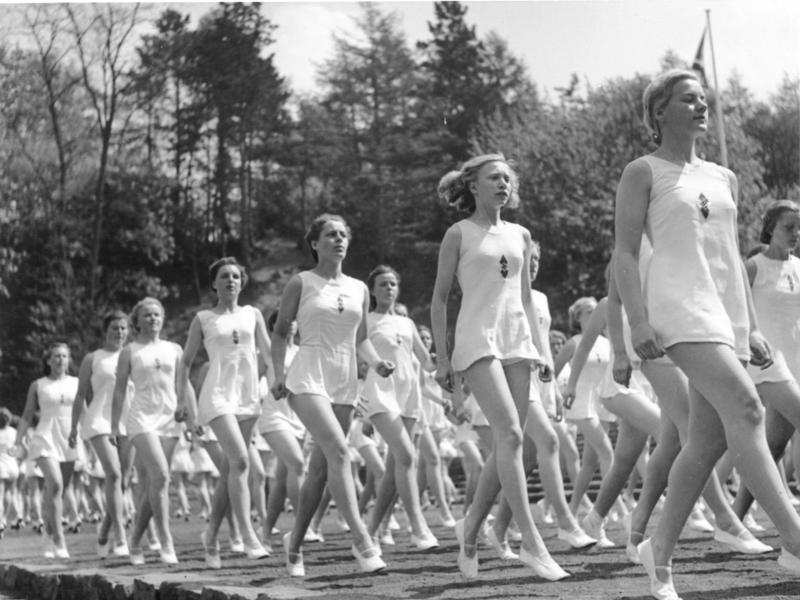
Raparigas da BDM a praticar ginástica em 1941.

### Padrões físicos
Em linha com a teoria racial nazi, o governo promoveu o arquétipo "Arianos" (Nórdicos) como a aparência física ideal: as mulheres deviam ser louras, bonitas, altas, magras e robustas ao mesmo tempo. Esta imagem foi publicitada o mais possível através da arte antiga, mas especificamente pelas estátuas greco-romanas. A historiadora Monique Moser-Verrey nota: "um revivalismo, durante o curso dos anos trinta, de temas mitológicos tal como o Julgamento de Páris." Contudo, Moser-Verrey refere:

No entanto, é impressionante que a imagem das mulheres projectada pela literatura feminina da década de 1930 seja claramente contrária às visões tradicionais da dona-de-casa doce divulgadas por Rosenberg e Goebbels. As heroínas dos romances femininos durante esse período são muitas vezes um tipo de mulher forte e tenaz, enquanto os filhos e os maridos são rapidamente entregues à morte. Tudo acontece como se alguém percebesse através dessas ficções um verdadeiro antagonismo entre os sexos gerados pela constante mobilização desses dois grupos independentes uns dos outros.

### Moda
A moda para mulheres na Alemanha Nazista era problemática para funcionários nazis. O governo nazista queria propagar a mulher "ariana". Em vários cartazes e outras formas de meios de comunicação, essa mulher nazista ideal era forte, fértil e usava roupas alemãs historicamente tradicionais. Contudo, as autoridades nazis também não queriam impedir as indústrias alemãs de vestuário ou moda de criar lucro, já que o governo também buscava criar uma sociedade consumista baseada na maior parte nos produtos nacionais alemães. EsTas diferenças nos objectivos levaram muitas vezes a disparidades no que era considerado moda, nacionalista e politicamente correcto para as mulheres na Alemanha Nazi.
No entanto, apesar de haver desacordo sobre a forma ideal de moda feminina alemã "ariana", a retórica nazista anti-semita, anti-americana e anti-francesa desempenhou um papel fundamental na construção da ideologia da moda feminina alemã. Os nazis criticaram severamente as modas ocidentais da década de 1920, alegando que a moda jazz melindrosa era "dominada pelos franceses" e "altamente judaica". Além disso, o Partido Nazista era estritamente contra o estilo melindroso porque achavam que masculinizava as mulheres e criava um ideal imoral. Dado que a propaganda nazista pretendia empurrar as mulheres para a esfera privada como donas-de-casa e figuras maternas, a vontade de abolir a moda dos anos 1920 na Alemanha Nazista era óbvia.
No entanto, enquanto que o governo nazista procurava criar um ideal maternal para a mulher ariana, também queriam obter um ganho financeiro na indústria têxtil. Enquanto Hitler exortava as mulheres a consumir, concluiu que as mulheres só deviam consumir produtos alemães. O desenvolvimento de um Instituto de Moda Alemã que buscava criar um mercado de nicho de moda ocidental, criou diferentes opiniões sobre como a moda e a política nazista deviam interagir.

## Regimentação das mulheres
O ensino obrigatório para as raparigas não foi negligenciado, e tanto os rapazes como as raparigas foram colocados ao mesmo nível nas escolas. As raparigas foram encorajadas a prosseguir o ensino secundário, mas o acesso aos cursos universitários foi barrado. A partir de 1935, foram obrigadas a cumprir um período de trabalho de seis meses em benefício do serviço do trabalho feminino, o Reichsarbeitsdienst e o Deutscher Frauenarbeitsdienst. Adolf Hitler declarou, em 12 de Abril de 1942, que as escolas do Reich devem reunir "rapazes e raparigas de todas as classes" para conhecer "todos os jovens do Reich". O manual de educação Das Kommende Deutschland observa que:
As jovens tem de saber a) a data e o local de nascimento do Führer, e ser capazes de contar a história da sua vida. b) Tem de saber contar a história do movimento e da luta das SA e da Juventude Hitleriana. c) Conhecer a vida dos colaboradores do Führer." 
Também lhes era exigido que soubessem a geografia da Alemanha, os seus hinos, tal como as cláusulas do Tratado de Versalhes.
A BDM tinha a missão especial de instruir as mulheres para que evitassem a Rassenschande (contaminação racial), a qual era tratada com particular importância ao nível das jovens para que preservassem a raça ariana. Durante a guerra, foram realizados vários esforços para difundir a Volkstum ("consciência racial"), para prevenir as relações sexuais entre os alemães e trabalhadores estrangeiros. A propaganda nazista publicava panfletos que alertavam todas as mulheres alemãs para que evitassem ter relações sexuais com todos os trabalhadores estrangeiros trazidos para a Alemanha, pois isso seria um perigo para o seu sangue. As mulheres alemãs acusadas de contaminação racial eram expostas em público, em marchas pelas ruas, com o cabelo rapado e uma placa ao pescoço com o detalhe do seu crime. Aquelas que eram condenadas eram enviadas para campos de concentração. Quando Himmler perguntou a Hitler, por diversas vezes, qual deveria ser o castigo para as raparigas e mulheres alemãs que foram declaradas culpadas de corrupção de raça com prisioneiros de guerra, ele ordenou que "todos os prisioneiros de guerra que tenham relações com uma alemã ou um alemão fossem executados", e a mulher alemã deve ser humilhada publicamente "rapando o cabelo e sendo enviada para um campo de concentração".
Robert Gellately, no livro The Gestapo and German Society. Enforcing Racial Policy 1933–1945, relata casos de mulheres alemãs consideradas culpadas de terem relações sexuais com prisioneiros de guerra e trabalhadores estrangeiros. Um caso, em Março de 1941, foi o de uma mulher que teve um romance com um prisioneiro de guerra francês e, por isso, foi-lhe cortado todo o cabelo e teve de se expor publicamente na cidade de Bramberg, na Baixa Francónia, com uma placa que dizia "Manchei a honra da mulher alemã." Outro exemplo foi o de Dora von Calbitz que, em Setembro de 1940, foi condenada por ter tido relações sexuais com um polaco. Foi-lhe rapada o cabelo e colocaram-na no pelourinho da sua cidade de Oschatz, perto de Leipzig, com um cartaz que tinha escrito "Fui uma mulher alemã indigna que procurou e teve relações com um polaco. Por isso, excluo-me da comunidade do povo."
A educação das raparigas também incluía educação política; já existiam escola elitistas de estudos políticos, as Napola (Nationalpolitische Anstalten), tendo uma para raparigas em 1939, em Viena, e outra em 1942, no Luxemburgo. Estas instituições não se destinavam a formar as mulheres para reentrarem na vida política, mas sim a prepará-las da melhor forma para ocuparem posições relacionadas com a gestão das questões domésticas. Este era um assunto que preocupava uma pequena minoria das mulheres. Contudo, a 5 de Junho de 1942, o ministro das Finanças Lutz Schwerin von Krosigk, político conservador, ameaçou cortar os subsídios da segunda escola se ela não se tornasse um simples internato para adolescentes, recusando toda a educação política às mulheres. Adolf Hitler decidiu de maneira diferente a 24 de Junho de 1943, prometendo a construção de três novas Napola.

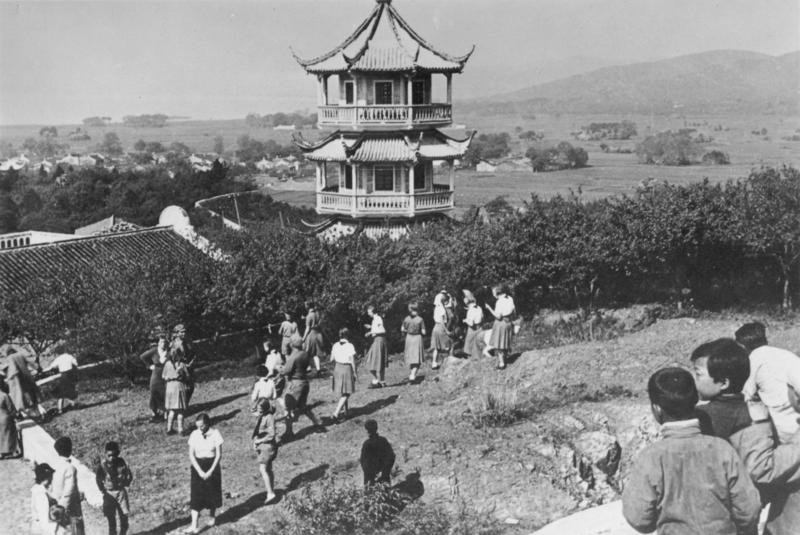
Membros da BDM num campo de férias em Wuxi, na República da China (1912–1949), em 1934.

Quando a Juventude Hitleriana se dedicou a organizar a vida extra-curricular dos rapazes, a Bund Deutscher Mädel (BDM), ocupou-se das raparigas entre os 14 e os 18 anos de idade. Fundado em 1934, o movimento foi necessário após a lei de 1 de Dezembro de 1936. Foi chefiado entre 1934 e 1937 por Trude Mohr, e dai para a frente, até 1945, pela psicóloga Jutta Rüdiger. As jovens eram treinadas para determinados empregos (trabalho social, limpezas) ou nas quintas (Ernteeinsatz, ajuda nas colheitas) e praticavam desportos; mas, ao mesmo tempo, tal como mostra o manual de educação Das kommende Deutschland, o desempenho físico exigido era, por vezes, semelhante ao dos rapazes (por exemplo, correr 60 metros em menos de 12 segundos). Todas as quartas-feiras ao final do dia, tinham lugar "festas domésticas" para as raparigas entre os 15 e os 20 de idade, para discutir arte e cultura. Os campos de férias - uma semana durante o Verão -, na Alemanha ou fora, eram obrigatórios. Também era exigido um período de trabalho de seis meses, o Reichsarbeitsdienst der weiblichen Jugend (Serviço Nacional de Trabalho das Jovens), em 1941, acrescido de outros seis meses no Kriegshilfsdienst (para o esforço de guerra). Para as mulheres entre os 18 e os 25 anos que desejassem encontrar trabalho, em 1938 foi instituído o Pflichtjahr, um ano de serviço obrigatório em quintas ou trabalho doméstico.

### Liga das Mulheres Nacional-Socialistas

Bandeira do trabalho das mulheres (Deutscher Frauenarbeitsdienst).

As mulheres podiam pertencer ao Partido Nazi, mas as recém-chegadas ao partido eram apenas admitidas se fossem "úteis" (enfermeiras ou cozinheiras, p.ex.). Representavam 5% das mulheres em 1933 e 17% em 1937. But since October 1931 the NS-Frauenschaft (NSF) existed, the political organization for Nazi women, that sought above all to promote the ideal of the model woman of Nazi Germany; at its foundation, it was responsible for training in housekeeping. As raparigas entravam para a organização quando faziam os 15 anos de idade. Em 31 de Dezembro de 1932, a NSF tinha 109 320 membros. Em 1938, esse número tinha aumentado para dois milhões, cerca de 40% do número total dos membros do partido. A NSF era chefiada por Gertrud Scholtz-Klink, que tinha o título de Reichsführerin; ela chamava os membros de "minhas filhas" e tinha uma forte influência sobre elas. As suas posições sobre as mulheres estavam em linha com as de Adolf Hitler, mas ainda assim defendia o seu acesso a alguns cargos de responsabilidade. Não participava em reuniões mais importantes do partido, mas era convidada para os seus congressos.
Os livros escolares começaram a ser alterados em 1934, muitas vezes sob a supervisão da doutora Johanna Haarer, uma autora conhecida pelo seu livro Die deutsche Mutter und ihr erstes Kind (A Mãe Alemã e o Seu Primeiro Filho), o qual promovia o papel de mãe na construção do regime, ou Mutter, erzähl von Adolf Hitler ( Mãe, Fala-me de Adolf Hitler), cujo objectivo era levar as mães a doutrinar os seus filhos sobre os valores nazis:
| Ainda mais uma questão que os vossos filhos devem aprender com a longa história que vos contei sobre Adolf Hitler: Tu, Fritz e Hermann, devem ser apenas os rapazes alemães que vão preencher o lugar na Juventude Hitleriana, para, mais tarde, se tornarem homens alemães capazes e corajosos para merecerem que Adolf Hitler seja o vosso Führer. Tu Gertrude, deves ser uma verdadeira rapariga alemã, uma rapariga da BDM de verdade e, mais tarde, uma esposa e mãe alemã como deve ser, para que também possam olhar o Führer olhos nos olhos. |  | Noch eines sollt ihr Kinder lernen aus der langen Geschichte, die ich euch von Adolf Hitler erzählt habe: Ihr, Fritz und Hermann, müßt erst ganze deutsche Jungen werden, die in der HJ ihren Platz ausfüllen, und später tüchtige und mutige deutsche Männer, damit ihr es auch wert seid, daß Adolf Hitler euer Führer ist. Du Gertrud, mußt ein rechtes deutsches Mädel sein, ein richtiges BDM-Mädel und später eine rechte deutsche Frau und Mutter, damit auch du dem Führer jederzeit in die Augen sehen kannst. |

A formação nas tarefas domésticas era dada pelo Frauenwerk (Trabalho das Mulheres Alemãs), que tinha cursos temáticos para mulheres "etnicamente puras". Contudo, é notável que, apesar de haver inúmeros cursos para formação doméstica, ginástica e música, eles eram orientados para um ensino anti-religioso.
A NS-Frauenschaft "não tinha um papel político e não se opunha à perda de direitos, arduamente ganhos, das mulheres. Defendia o papel da mãe de família em casa, consciente dos seus deveres no centro da comunidade. Providas, as mulheres dentro da esfera privada não escondiam as suas responsabilidades no Terceiro Reich; sabemos hoje que o Frauenbewegung (movimento das mulheres) pensava que o lugar da mulher na sociedade era no coração de uma comunidade que excluía os judeus e desenvolvia uma missão civilizadora nos territórios ocupados da Europa Oriental para preservar a raça".

## Segunda Guerra Mundial
Durante a Segunda Guerra Mundial, contradizendo temporariamente suas reivindicações passadas, os nacional-socialistas mudaram a política e permitiram que as mulheres se juntassem ao exército alemão. Adolf Hitler já havia afirmado num discurso para activistas da Liga Nacional de Mulheres Socialistas em 13 de Setembro de 1936: "Possuímos uma geração de homens saudáveis - e nós, os nacional-socialistas, vamos assistir - a Alemanha não formará nenhuma secção de mulheres lançadores de granadas ou qualquer corpo de mulheres atiradoras de elite ". Portanto, as mulheres não foram designadas para unidades de combate durante a guerra, mas foram consideradas militares auxiliares, responsáveis por deveres logísticos e administrativos nas áreas em falta devido ao número de homens enviados para o combate. Outras mulheres também trabalharam em fábricas ou em educação militar. Os membros militares da Reichsbahn (Companhia Nacional de Estradas de Ferro) ou da Feuerwehr (bombeiros) usavam uniformes apropriados à época, especialmente com uma saia. Gertrud Scholtz-Klink , membro do NSDAP e líder da Liga das Mulheres Nacional-Socialistas declarou:
Muitas vezes ouvimos, mesmo das mulheres, as mais diversas objeções contra o trabalho nas fábricas de armas. A questão de saber se podemos exigir esse trabalho desta ou daquela mulher em particular é algo do passado. 

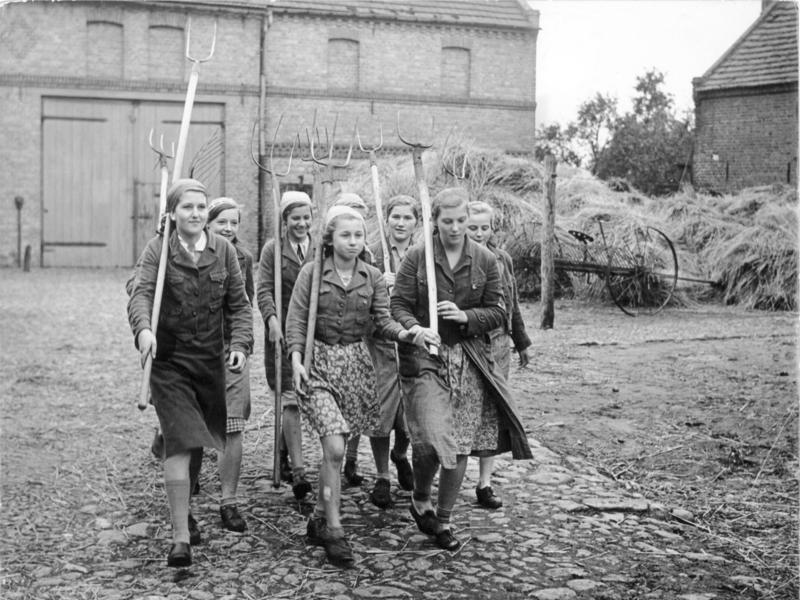
A legenda na revista de propaganda Das Deutsche Mädel (edição de Maio de 1942) diz: "trazendo todo o entusiasmo e a força de vida da sua juventude, as nossas jovens filhas do Serviço de Trabalho fazem a sua contribuição nos territórios alemães "recuperados" no Leste.

Com início em 1943, o ministro da Economia do Reich introduziu o programa de formação de trabalho chamado Berufsausbildungsprogramm Ost para o dever agrícola no Leste (não deve ser confundido com a limpeza étnica do  Generalplan Ost). O ministro alargou o espectro das leis vigentes do Reich, relativas à protecção de menores e aos padrões de emprego para a Liga de Raparigas Alemãs (Bund Deutscher Mädel, BDM) Osteinsatz, para quem esse trabalho era obrigatório. As adolescentes eram empregadas no Mercado de Brandemburgo para o programa de trabalho agrícola. Elas faziam parte da colonização da Polónia ocupada. No entanto, referindo-se ao decreto de Janeiro de 1943, que exigia a mobilização de mulheres alemãs dos 17 aos 45 anos de idade, Gertrud Scholtz-Klink do NSDAP disse, em Setembro desse ano, numa conferência em Bad Schlachen:
As mulheres cultas da liga feminina e disponibilizáveis para a Wehrmacht, não só têm que escrever à máquina e trabalhar, mas também ser soldados do Führer.
O ministro da Propaganda Joseph Goebbels, no seu discurso no Sportspalast em 18 de Fevereiro de 1943, no Salão de Jogos de Berlim, pediu às mulheres alemãs que trabalhassem e que fossem sóbrias no seu compromisso:
1. "Que utilidade têm os salões de beleza que encorajam um culto de beleza tomam uma quantidade enorme do nosso tempo e energia? Eles são maravilhosos em tempos de paz, mas são uma perda de tempo em período de guerra. As nossas esposas e as nossas filhas poderão receber os nossos vitoriosos soldados sem os seus belos adornos de paz ".
2. "É por isso que contratamos homens que não trabalham na economia de guerra e que as mulheres não trabalham de todo. Elas não podem nem ignoram o nosso pedido. Os deveres das mulheres são enormes. Isso não quer dizer que apenas aqueles incluídos na lei é que pode trabalhar. Todos são bem-vindos. Quanto mais se juntarem ao esforço de guerra, mais libertamos os soldados para a frente ".
3. "Durante anos, milhões de mulheres alemãs trabalharam com brio na produção de guerra, e esperam pacientemente para se juntarem e ajudarem outras mulheres".
4. "Especialmente para você mulheres, querem que o governo faça tudo o que estiver ao seu alcance para encorajar as mulheres alemãs a colocar todas as suas forças em apoiar o esforço de guerra, e me deixarem sair pela frente quando possível, ajudando os homens na frente? "
5. "As grandes revoltas e crises da vida nacional mostram-nos quem são os verdadeiros homens e mulheres. Já não temos o direito de falar do sexo mais fraco, uma vez que ambos os sexos mostram a mesma determinação e a mesma força espiritual".

A mobilização das mulheres na economia de guerra sempre permaneceu limitada: o número de mulheres que praticavam uma actividade profissional em 1944 praticamente não mudou a partir de 1939, sendo cerca de 15 milhões de mulheres, em contraste com a Grã-Bretanha, de modo que o uso das mulheres não progrediu e apenas 1,2 milhões delas trabalharam no sector da indústria de armamento, em condições de trabalho difíceis e muitas vezes mal tratadas pelos patrões, que deploraram sua falta de qualificação.

### Nas forças armadas (Wehrmacht)

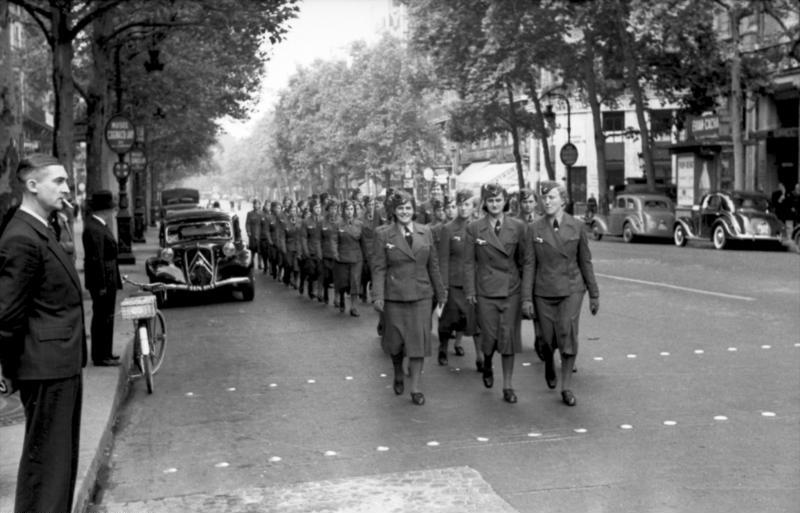
Mulheres auxiliares da Wehrmacht em Paris durante a ocupação (1940).

Em 1945, existiam 500 000 mulheres auxiliares na Wehrmacht (Wehrmachtshelferinnen), colocadas no centro do Heer, the Luftwaffe e Kriegsmarine. Metade delas eram voluntárias, e a outra metade era composta por aquelas que cumpriam os serviços obrigatórios ligados ao esforço de guerra (Kriegshilfsdienst). Elas tiveram o papel, com a mesma autoridade que os prisioneiros de guerra (Hiwis), de pessoal auxiliar do exército (Behelfspersonal) e foram-lhes atribuídas responsabilidades não só em posições centrais do Reich, mas, em menor número, nos territórios ocupados, como por exemplo no Governo Geral da Polónia, em França, e mais tarde na Jugoslávia, Grécia e Roménia.
As suas funções principais eram:
- Operadores telefónicas, de telégrafo e transmissões;
- Serviços administrativos como dactilógrafas e mensageiras;
- Na defesa anti-aérea, como operadoras de equipamento de escuta, operadores de holofotes, serviços de meteorologia, e auxiliar de pessoal de defesa pública;
- Nos serviços de saúde militares, como enfermeiras voluntárias na Cruz Vermelha alemã ou outras organizações voluntárias.

### Nas SS

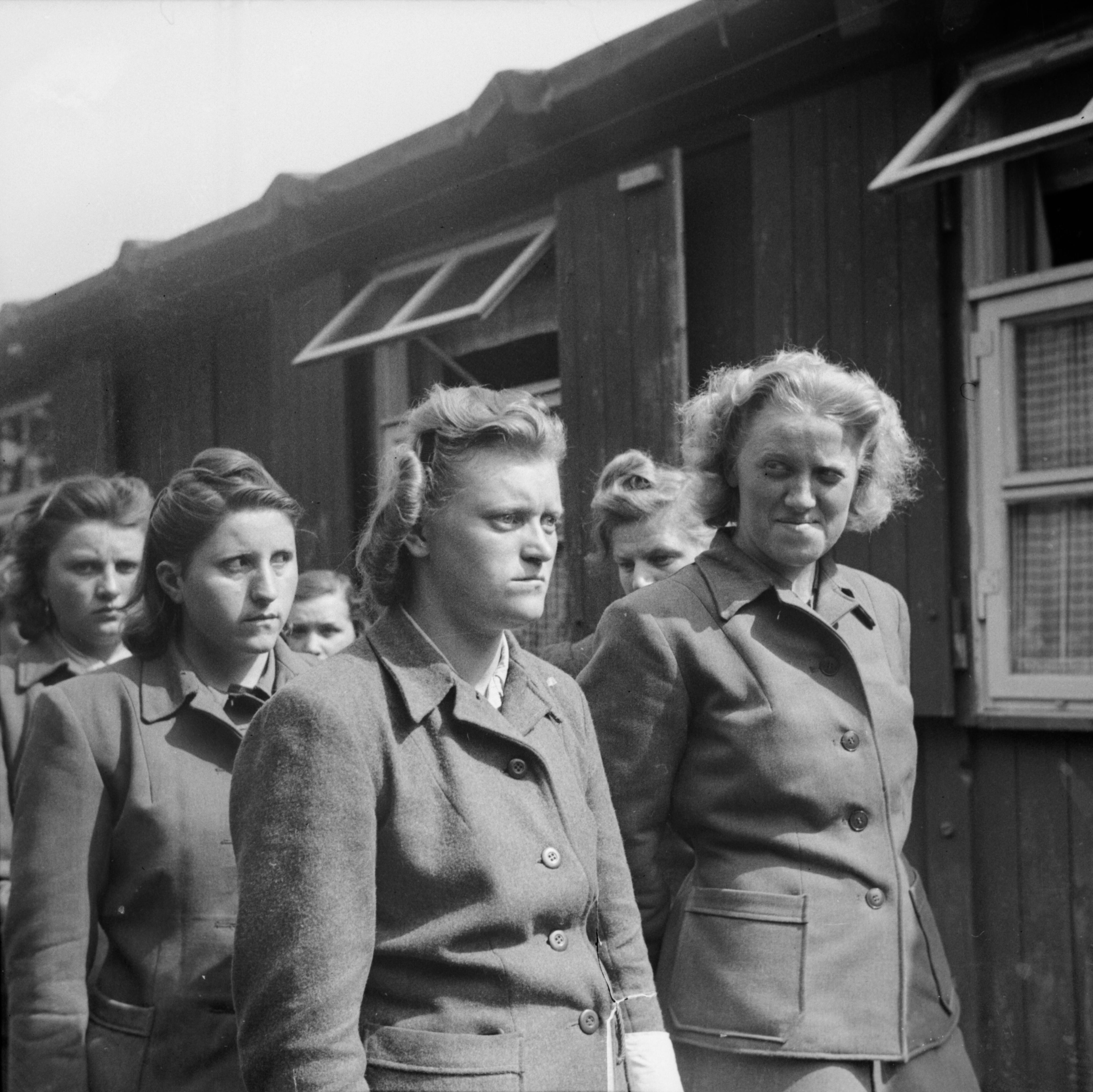
Mulheres das SS, guardas em Bergen-Belsen, 19 de Abril de 1945

A SS-Gefolge era a secção feminina das SS, mas, de forma diferente, estava limitada a trabalho voluntário no Serviço de Emergência (Notdienstverpflichtung). As mulheres das SS pertenciam ao SS-Helferinnenkorps ou ao SS-Kriegshelferinnen. Tinham a responsabilidade pelas transmissões auxiliares (telefone, rádio ou estenografia) nas SS e, por vezes, nos campos (as Aufseherin). Internamente, havia uma hierarquia na secção feminina das SS, mas que não tinha qualquer influência na congénere masculina, apesar de os títulos designados para as mulheres terem, por vezes, uma influência sobre os portadores.
A SS-Helferinnen era treinada na Reichsschule-SS (escola para auxiliares) em Oberehnheim, Elsass. A Reichsschule-SS (nome completo: Reichsschule für SS Helferinnen Oberenheim) era o centro de formação pa das SS, reservado para mulheres, estabelecido em Obernai, em Maio de  1942, por ordem de Heinrich Himmler. O treino destas mulheres era mais duro do que o da Wehrmacht. Tinham de ter certas características físicas determinadas pelo regime: idade entre os 17 e os 30 anos e medir mais de 1,65 m (5 ft 5 in) de altura, embora, ao longo do tempo, estes critérios se tenham flexibilizado (o limite de idade passou para os 40 anos e a altura desceu para 158 m); chegaram mesmo a aceitar 15 estudantes muçulmanas. Tendo recebido um estatuto privilegiado, as viúvas de guerra tinham prioridade nas admissões antes de estas serem abertas ao público em geral. As mulheres que frequentavam as Reichsschule-SS vinham de várias classes e de níveis económicos e de escolaridade, incluindo mesmo um membro da aristocracia, a princesa Ingeborg Alix. As Reichsshule-SS apelavam às ideologias nazis femininas que previam a possibilidade de ascensão social ao tornarem-se SS-Helferin, e as candidatas eram, habitualmente, de famílias cujos membros pertenciam às SS e ao NSDAP. No seu livro com a entrevista a Jutta Muhlenberg, Das SS-Helferinnenkorps: Ausbildung, Einsatz und Entnazifizierung der weiblichen Angehörigen der Waffen-SS 1942–1949, Rachel Century escreve: 
Mühlenberg é cuidadosa ao não generalizar e catalogar todas as SS-Helferinnen da mesma forma. Embora todas estas mulheres fizessem parte do pessoal burocrático, e fossem ‘Mittäterinnen, Zuschauerinnen und zum Teil – auch Zeuginnen von Gewalttätigkeiten’ [cúmplices, espectadoras e até mesmo testemunhas de violência] (p. 416), ela chama a atenção para o facto de que cada uma delas tinha responsabilidade individual sobre as suas acções, via e sabia, e seria muito difícil identificar as responsabilidades individuais de cada SS-Helferin. Mühlenberg salienta a "de-nazificação" no sector americano, apesar de, na zona britânica, esse assunto ser alvo de discussão. Os americanos elaboraram um relatório completo sobre a escola, com a indicação de como as mulheres deviam ser tratadas; deviam ser automaticamente detidas... Mühlenberg conclui que a culpa das ex-SS-Helferinnen tem por base a sua participação voluntária no aparelho burocrático das SS.— Rachel Century, review of Das SS-Helferinnenkorps: Ausbildung, Einsatz und Entnazifizierung der weiblichen Angehörigen der Waffen-SS 1942–1949, (IHR review no. 1183).
 A escola encerrou em 1944 devido ao avanço das tropas Aliadas.

### Nos campos de concentração

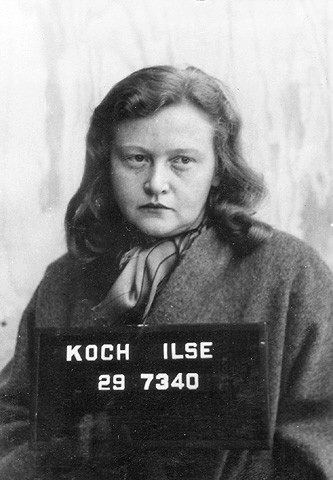
Ilse Koch, Aufseherin do campo de concentração de Buchenwald, após a sua detenção

Nos campos de concentração nazis, as mulheres tinham os mesmos postos que os nazis: eram as Aufseherin e, de maneira geral, pertenciam às SS. Eram guardas, secretárias ou enfermeiras. Chegaram aos campos antes do início da guerra, algumas delas treinadas desde 1938 em Lichtenburg. Esta formação deveu-se às necessidades de pessoal na sequência do crescente número de prisioneiros políticos depois da Noite de Cristal a 8 e 9 de Novembro de 1938. Após 1939, receberam treino no campo de Ravensbrück perto de Berlim. De origens modestas - classe baixa ou média -, estas mulheres tinham trabalhado em profissões tradicionais (cabeleireiras, professoras, etc.), ao passo que os homens tinham de cumprir o serviço militar. As mulheres desejavam entrar para a secção feminina das SS, a SS-Gefolge. Do total de 55 000 guardas em todos os campos nazis, cerca de 3600 eram mulheres, contudo, nenhuma delas podia dar ordens aos homens.
Trabalharam nos campos de Auschwitz e Majdanek em 1942. No ano seguinte, os nazis começaram com o recrutamento de mulheres por causa da falata de guardas. Mais tarde, durante a guerra, as mulheres também trabalharam em campos de concentração de menor dimensão como Neuengamme, Auschwitz (I, II e III), Plaszow Flossenbürg, Gross-Rosen Vught e Stutthof, mas nunca em campos de extermínio de Bełżec, Sobibór, Treblinka ouChełmno. Sete das Aufseherinnen serviram em Vught, 24 em Buchenwald, 34 em Bergen-Belsen, 19 em Dachau, 20 em Mauthausen, três em Mittelbau-Dora, sete em Struthof, 20 em Majdanek, 200 em Auschwitz e seus sub-campos, 140 em Sachsenhausen, 158 em Neuengamme, 47 em Stutthof, comparativamente às 958 que trabalhavam em Ravensbrück, 561 em Flossenbürg e 541 em Gross-Rosen.
No interior das Aufseherin, havia uma hierarquia: a Rapportaufseherin (Aufseherin-chefe), a Erstaufseherin (primeira-guarda), a Lagerführerin (chefe do campo) e a Oberaufseherin (inspectora-chefe), um posto ocupado por Anna Klein e Luise Brunner.

## Membros femininos das minorias discriminadas

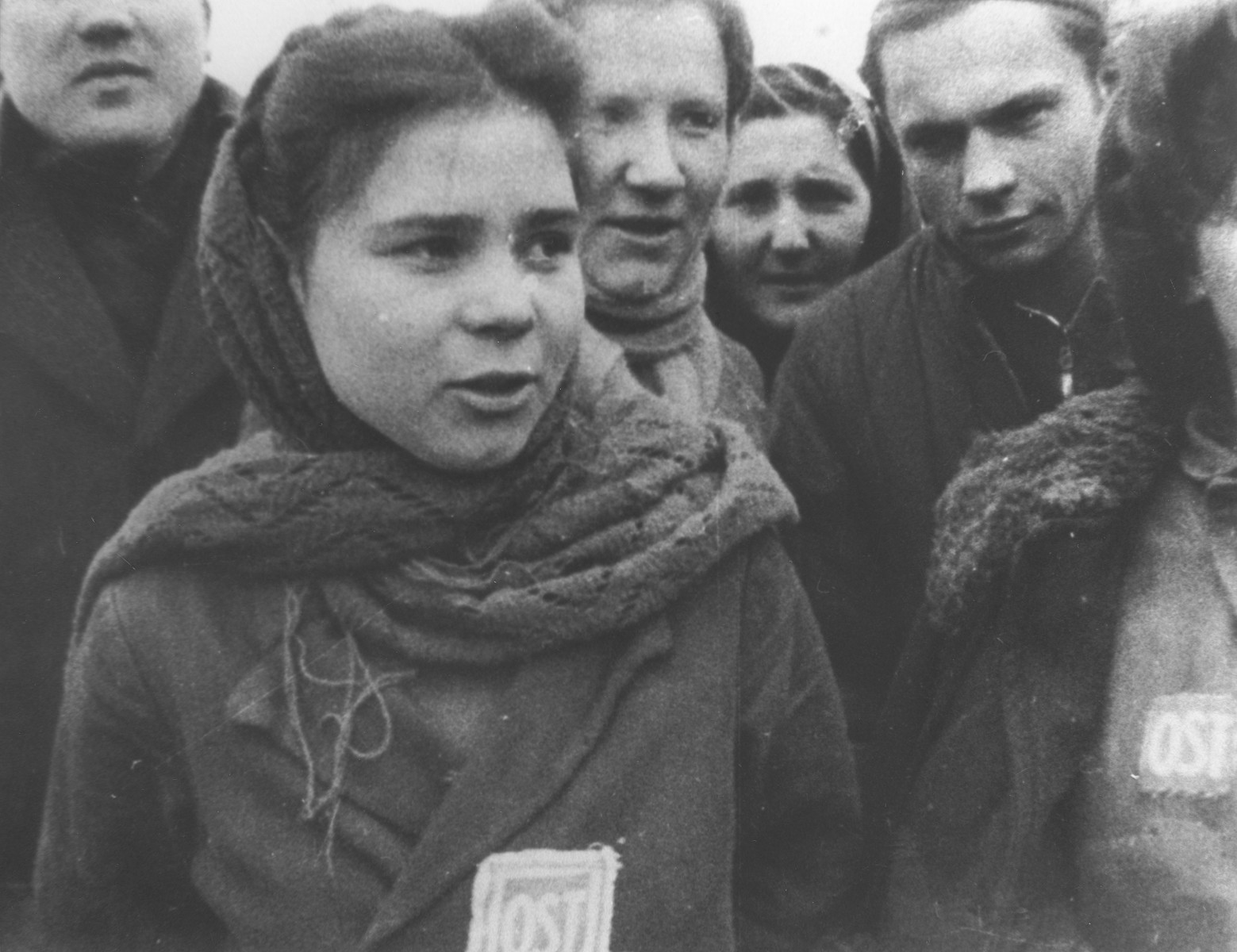
Trabalhadora escrava com um crachá de Ostarbeiter no antigo campo SS Osti Arbeitslager da Polónia, Janeiro de 1945.

Debaixo das mesmas ameaças a que os homens judeus ou ciganos estavam sujeitos, as mulheres destas comunidades eram também discriminadas, deportadas e algumas mesmo exterminadas. Em muitos capos de concentração, existiam secções para mulheres (destacando-se Auschwitz e Bergen-Belsen) excepto em Ravensbrück, aberto em Maio de 1939, exclusivo para mulheres e que, em 1945 tinha cerca de 100 000 prisioneiras. O primeiro campo de concentração para mulheres tinha aberto em 1933 em Moringen, antes de ser transferido para Lichtenburg em 1938.
Nos campos, as mulheres eram consideradas mais fracas do que os homens, e, habitualmente, eram enviadas para as câmaras de gás mais rapidamente, ao passo que a força dos homens era usada atá ao limite da exaustão.
Algumas decidiram juntar-se à resistência, tal como a polaca Haika Grossman, que participou na organização de ajuda aos guetos de Białystok, durante a noite de 15 para 16 de Agosto de 1943. A 7 de Outubro de 1944, membros do Sonderkommando, 250 prisioneiros responsáveis pelos corpos gaseados, amotinaram-se; pegaram nos explosivos roubados por um Kommando de jovens judias (Ala Gertner, Regina Safir, Estera Wajsblum e Roza Robota) que trabalhavam nas fábricas de armamento da Union Werke, e conseguiram, embora parcialmente, destruir o Crematorium IV.

## Resistência feminina ao Nazismo
Para além daqueles resistentes que eram forçados a aceitar a situação actual com receio serem deportadas e exterminadas por causa da sua raça, outros havia que tinham uma posição contra o regime nazi. As mulheres representavam cerca de 15% da resistência. Monique Moser-Verrey regista, no entanto: 
Se podemos afirmar isso, entre as minorias perseguidas, as mulheres escapam mais do que os homens; é o seu baixo estatuto numa sociedade dominada pelos homens que as tornou inimigos menos perseguidos do regime... são elas que compreendem a necessidade de se esconder ou fugir antes se serem enganadas pelos esposos, cuja inclusão social era mais completa.

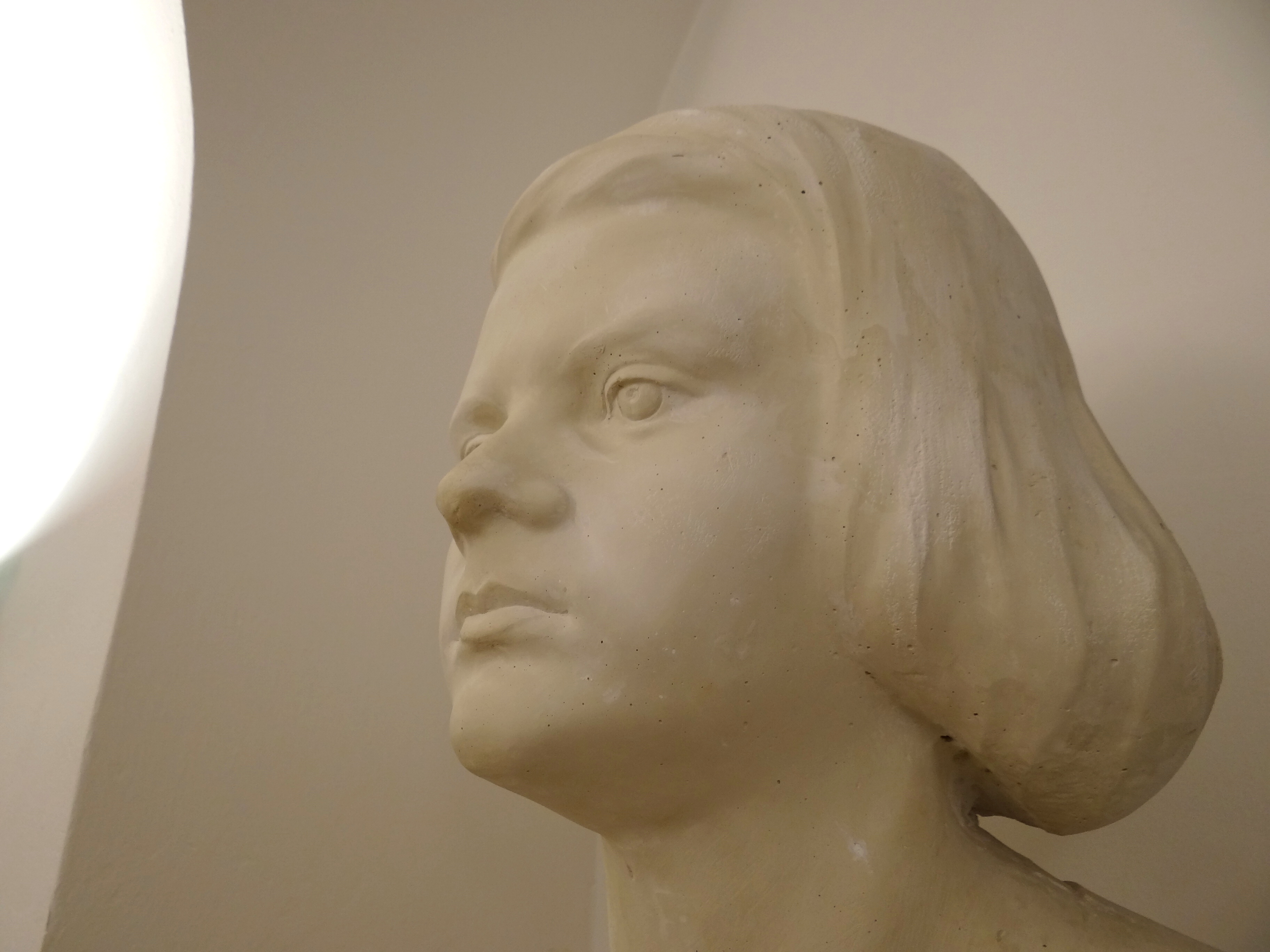
Busto de Sophie Scholl em Munique

A estudante comunista Liselotte Herrmann protestou em 1933 contra a nomeação de Adolf Hitler para chanceler e conseguiu passar informações aos governos estrangeiros acerca do rearmamento da Alemanha. Em 1935, foi detida, condenada à morte dois anos depois e executada em 1938. Foi a primeira mãe alemã a sofrer a pena de morte desde o início do regime. Vinte mulheres de Düsseldorf, que viram os seus pais, irmãos e filhos deportados para o campo de concentração de Börgermoor, conseguiram ocultar a famosa Canção dos Deportados e torná-la conhecida. Freya von Moltke, Mildred Harnack-Fish e Libertas Schulze-Boysen participaram no grupo de Resistência o Círculo de Kreisau e na Orquestra vermelha; os doias últimos foram presos e executados. A estudante de 20 anos Sophie Scholl, membro da Rosa Branca foi executada a 22 de Fevereiro de 1943 juntamente com o seu irmão Hans Scholl e Christoph Probst, por afixarem cartazes. A resistente Maria Terwiel ajudou a espalhar informação através dos famosos sermões, que condenavam o movimento nazi, dados por Clemens von Galen, bispo de Munster, e também a dar apoio a judeus em fuga para o estrangeiro. Foi executada a 5 de Agosto de 1943.
As mulheres também lutaram na Resistência desde o exterior, comoe Dora Schaul, uma comunista que deixou a Alemanha em 1934 e que, a partir de Julho de 1942, se envolveu nas redes clandestinas, Deutsch Arbeit (Trabalho Alemão) e Deutsche-Feldpost (Região Rural Alemã), a partir da Escola de Saúde Militar em Lyon. Hilde Meisel tentou, em 1933, convencer a opinião pública britânica contra o regime nazi. Durante a guerra, regressou à Alemanha mas foi executada na beira de uma estrada.
Um pouco mais de metade dos Justos entre as nações reconhecidos por Yad Vashem são mulheres. Embora muitas delas tenham agido em cooperação com outros membros familiares, algumas deram o primeiro passo para a ajuda e agiram de forma independente para salvar os judeus.

## Colapso da Alemanha nazi
Após o colapso da Alemanha nazi, muitas mulheres alemãs designadas por Trümmerfrauen ("Mulheres dos destroços" ou "mulheres dos escombros") participaram na reconstrução da Alemanha limpando as ruínas resultantes da guerra. Na Alemanha, elas tornaram-se figuras constituintes de uma memória afetiva tanto individual quanto coletiva (Pollak, 1993), representando um símbolo nacional de superação no pós-guerra. Na zona de ocupação soviética, mais de dois milhões de mulheres foram vitimas de violação. Uma delas publicou as suas memórias desta experiência: Eine Frau in Berlin (Uma mulher em Berlim). À medida que os soviéticos iam entrando em território alemão, as mulheres não tinham outra escolha, para além do suicídio, senão obedecer. A idade não interessava, todas as mulheres eram potenciais vitimas . O famoso autor russo Alexander Solzhenitsyn, enraivecido por ter encontrado o corpo de uma menina morto depois de ter sido violada, escreveu um poema para a posteridade:

Noites prussianas

A pequena filha está no colchão,

Morta. Quantos a possuiram

Um pelotão, talvez uma companhia?

Uma rapariga tornou-se uma mulher,

Uma mulher transformou-se num cadáver.

Tudo se resume a simples frases:

Não se esqueçam! Não perdoem!

Sangue por sangue! Dente por dente!

Alexander Solzhenitsyn 
O que o poema de Solzhenitsyn também revela é a sede de vingança do Exército Vermelho sobre a Alemanha, uma recompensa autorizada pelos líderes soviéticos. As tropas soviéticas receberam "carta branca" nas primeiras vitórias sobre as tropas alemãs, com Estaline a expressar a sua indiferença em relação às violações. Um exemplo disso pode ser visto quando Estaline perguntou ao líder comunista jugoslavo "Será que ele não percebe que se um soldado que percorreu milhares de quilómetros através de sangue e fogo e morte se divirta ou tenha brincadeiras insignificantes com uma mulher?" Muitas mulheres alemãs morreram durante essas "brincadeiras", com os seus maridos e famílias a partilhar dos seus sofrimentos, e alguns a preferir mesmo acabar com a suas vidas em lugar de serem violadas. Mesmo quando escapavam às violações, as mulheres escondiam-se em celeiros e armazém com medo de serem violadas, passando fome, medo e solidão o que as deixou com feridas psicológicas para o resto da vida.

### Responsabilidade pelos crimes de guerra

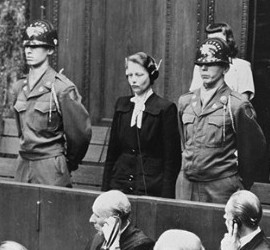
Herta Oberheuser no julgamento, 20 de Agosto de 1947.

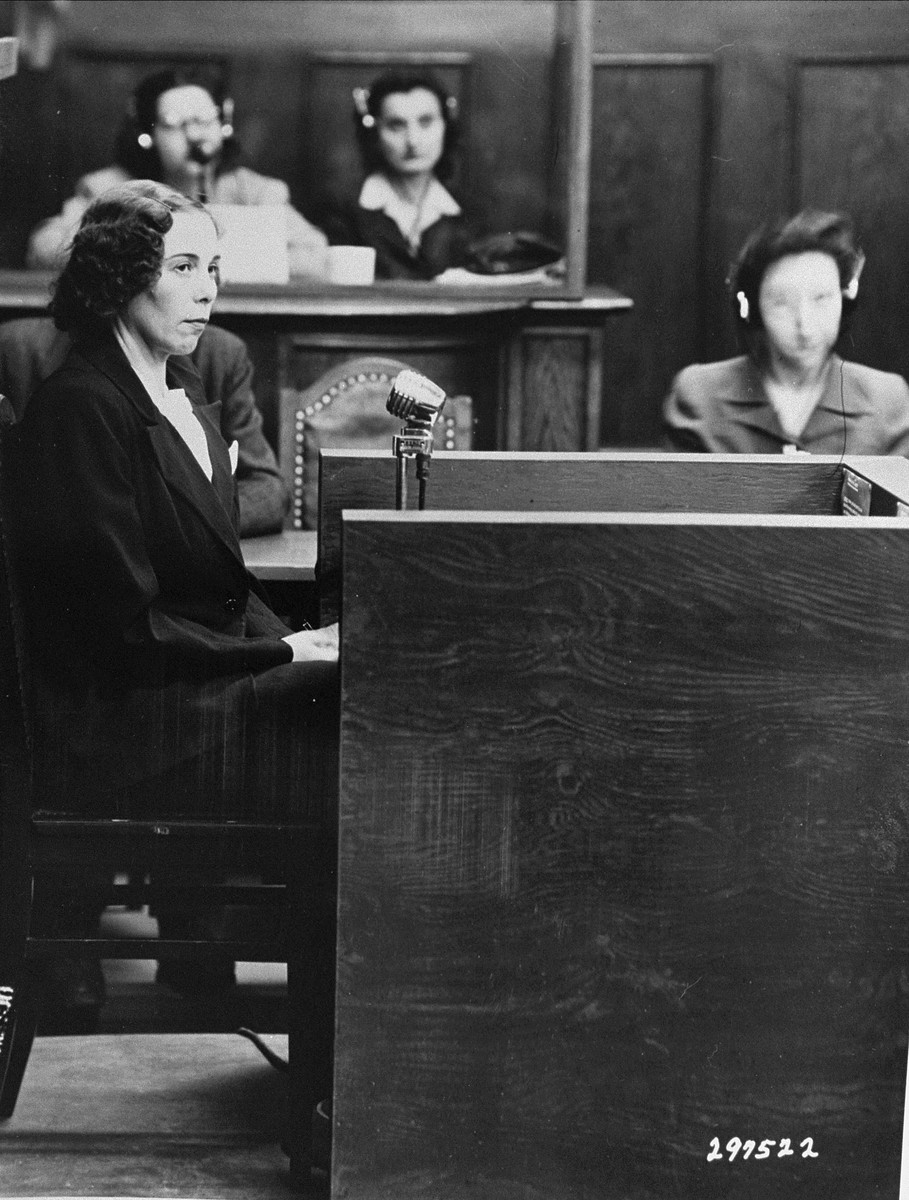
Inge Viermetz no tribunal dos RuSHA, 28 de Janeiro de 1948.

A questão da culpabilidade do povo alemão no apoio ao nazismo tem assombrado as mulheres, que tinham pouco poder político no regime, tal como explicado pela historiadora alemã Gisela Bock, que esteve envolvida com os primeiros historiadores que analisaram este assunto, questionando as mulheres durante a era nazi. Em 1984, em When Biology Became Destiny, Women in Weimar and Nazi Germany, ela escreveu que as mulheres que estavam limitadas económica e moralmente, não podiam desfrutar da sua liberdade ao serem confinadas em casasob a autoridade dos seus maridos. Em termos de votos, a proporção de homens que apoiavam o regime nazista era muito superior à das mulheres.
Contudo, a simplicidade desta análise tende a desaparecer com estudos mais recentes. Em 1987, a historiadora Claudia Koonz, em Mothers in Fatherland, Women, the Family and Nazi Politics questionou esta afirmação e assumiu alguma culpa. Ela afirma: "Longe de serem impressionáveis ou inocentes, as mulheres tornaram possível os crimes do Estado em nome dos interesses que definiram como maternais." Para ela, a confinação das mulheres às suas casas permitiu-lhes afirmarem-se e terem uma identidade, em particular através de associações femininas lideradas por Gertrud Scholtz-Klink. Desta forma ajudaram a estabilizar o sistema. As mulheres tiraram proveito da política e da eugenia de Estado, que lhes prometeu assistência financeira caso a taxa de maternidade fosse elevada, ajudando assim a estabilizar o sistema "ao preservar a ilusão de amor num ambiente de ódio."

## Alta-sociedade e círculos de poder
Embora as mulheres não tivessem poder político na Alemanha Nazi, havia um círculo de influência à volta de Adolf Hitler. Neste círculo, Hitler conheceu a britânica Unity Mitford e Magda Goebbels, esposa do ministro da Propaganda Joseph Goebbels. Magda Goebbels tornou-se conhecida pelo nome "Primeira-dama do Terceiro Reich": representava o regime durante visitas de Estados e eventos oficiais. O seu casamento com Goebbels em 19 de Dezembro de 1931 foi considerado um evento de sociedade, no qual Leni Riefenstahl foi uma convidade de destaque. Magda serviu de modelo para as mães alemãs no Dia das Mães. Eleonore Baur, amiga de Hitler desde 1920 (participou no Putsch da Cervejaria) foi a única mulher a receber a Ordem do Sangue; também participou em recepções oficiais e era próxima de Heinrich Himmler, o qual a nomeou como coronel das SS e lhe deu livre acesso aos campos de concentração, onde ela ia com regularidade, em particular ao de Dachau. Hitler nunca se esqueceu do facto de dever parte da sua ascensão política às mulheres integradas no mundo social (aristocratas ou industrias), como Elsa Bruckmann.
As mulheres também se conseguiram distinguir em certos domínios, mas eram excepção à regra. Leni Riefenstahl era a realizadora cinematográfica oficial do regime e recebeu um fundo enorme para as suas produções(Triumph des Willens e Olympia). Winifred Wagner coordenou o destacado Festival de Bayreuth, e a soprano Elisabeth Schwarzkopf foi promovida a "Diva Nazi", como referido pelo jornal americano. Hanna Reitsch, uma piloto-aviadora, distinguiu-se em voos de teste de aeronaves e projectos militares do regime, destacando-se a bomba voadora V1.

### Mulheres destacadas na Alemanha Nazi

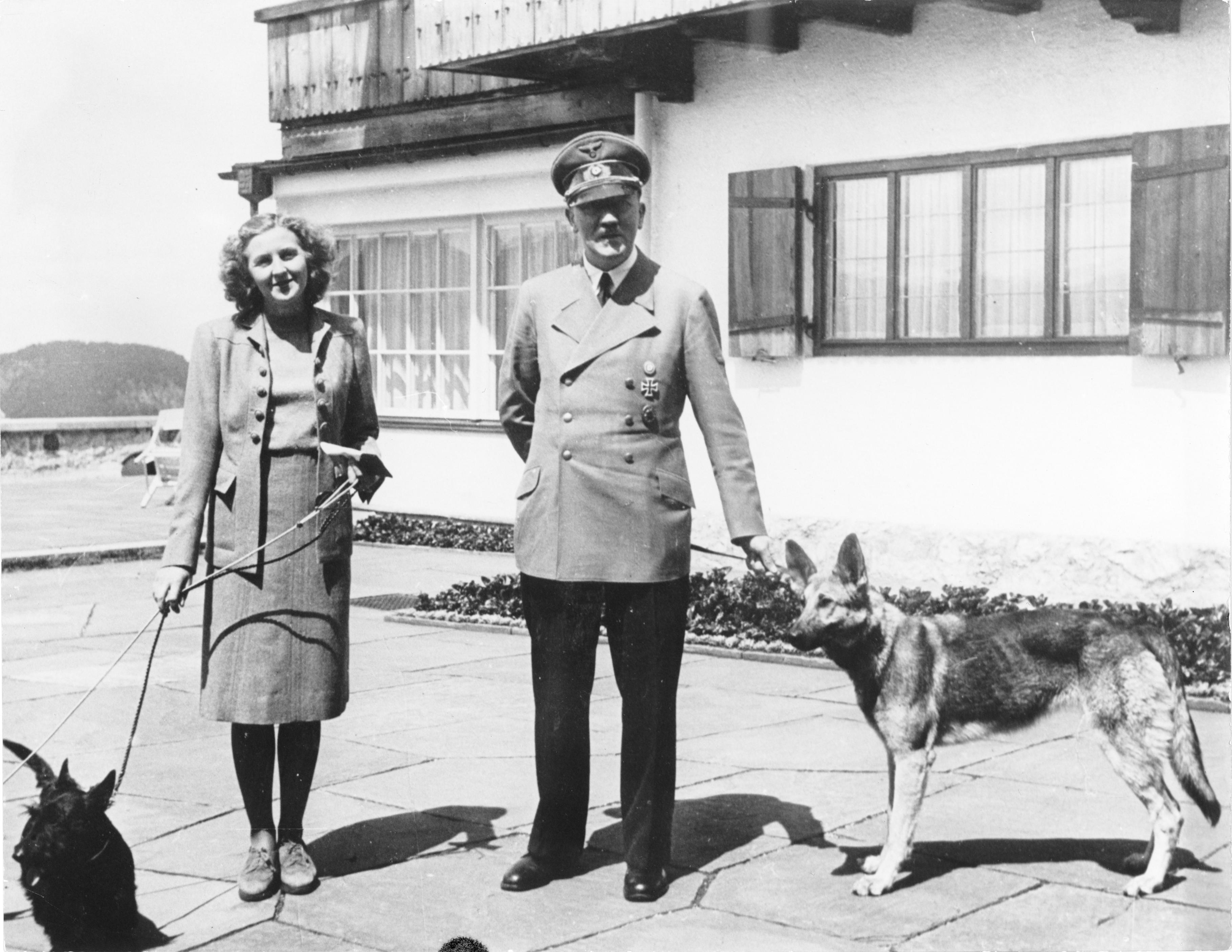
Eva Braun, esposa de Adolf Hitler.
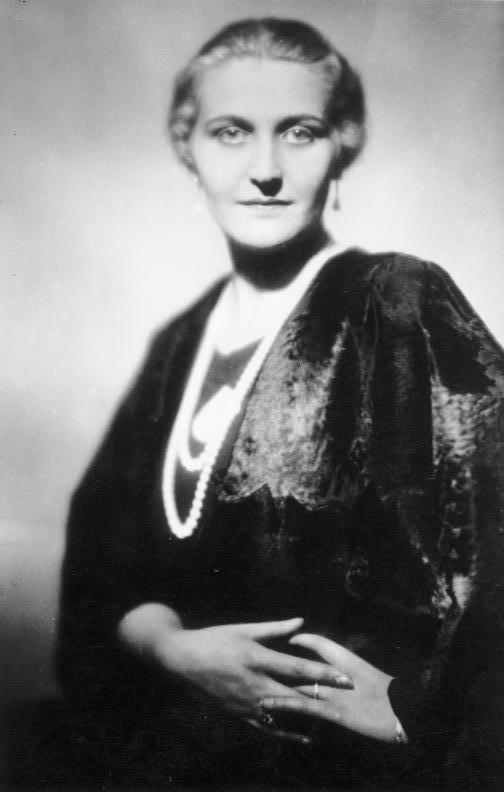
Magda Goebbels, esposa do ministro da Propaganda Joseph Goebbels e conhecida como "Primeira-Dama do Terceiro Reich".
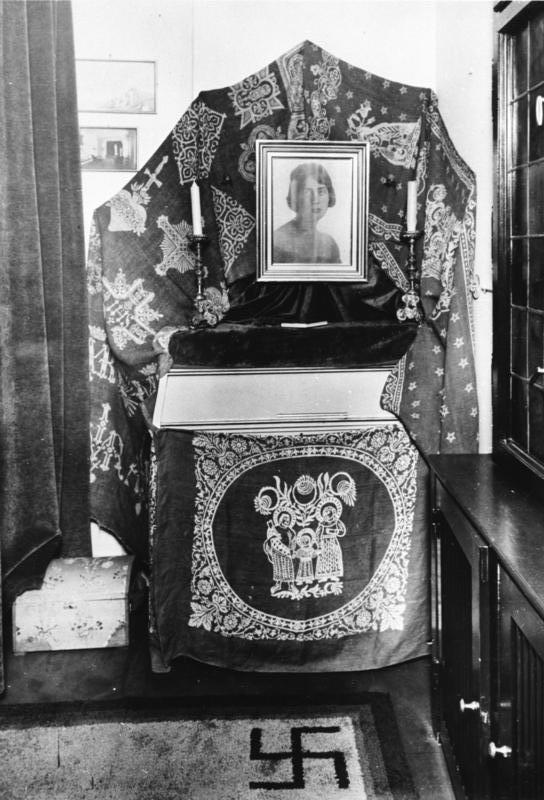
Altar funerário de Carin Göring, primeira mulher do marechal Hermann Göring.
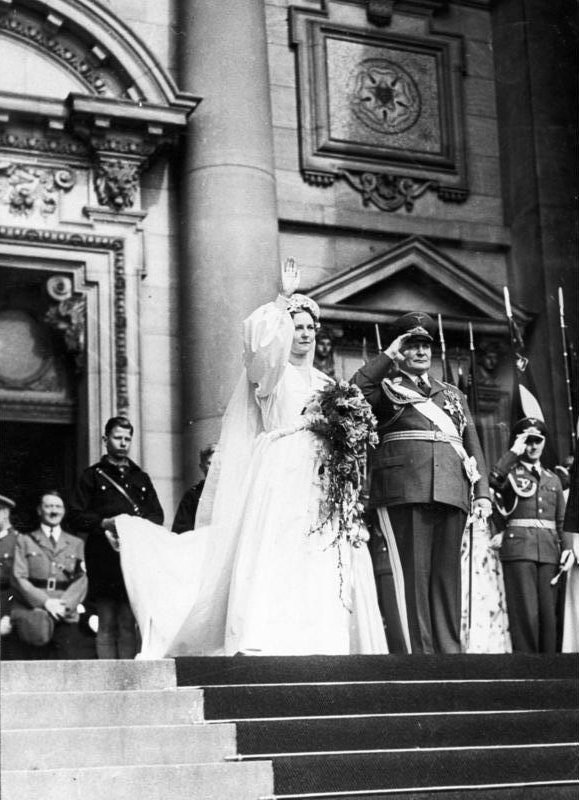
Actriz Emmy Göring, segunda mulher de Hermann Göring.
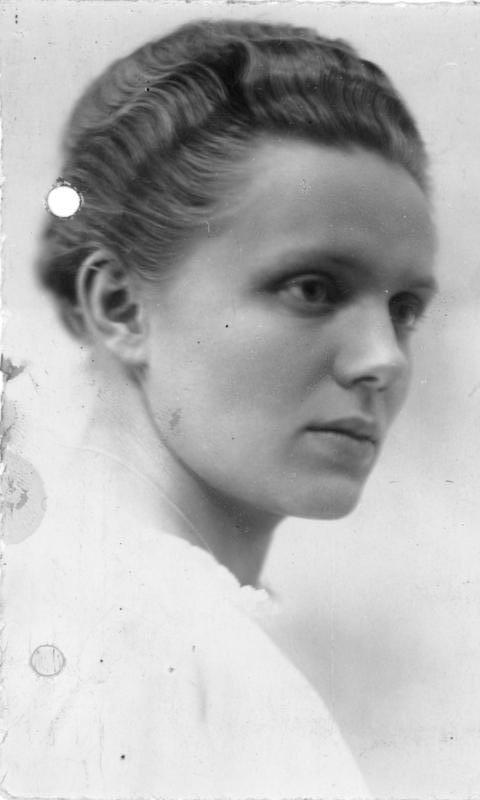
Margarete Himmler, esposa do Reichsführer-SS e ministro do Interior Heinrich Himmler.
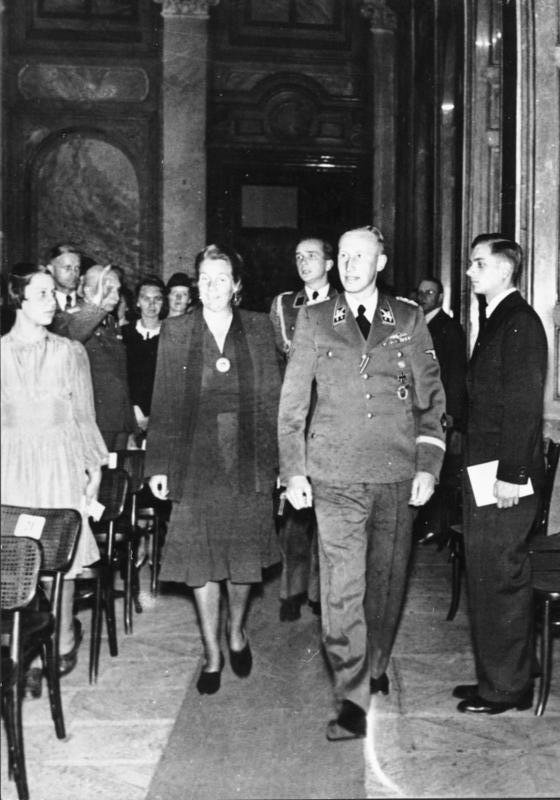
Lina Heydrich, mulher do Protector-Delegado da Boémia-Morávia Reinhard Heydrich.
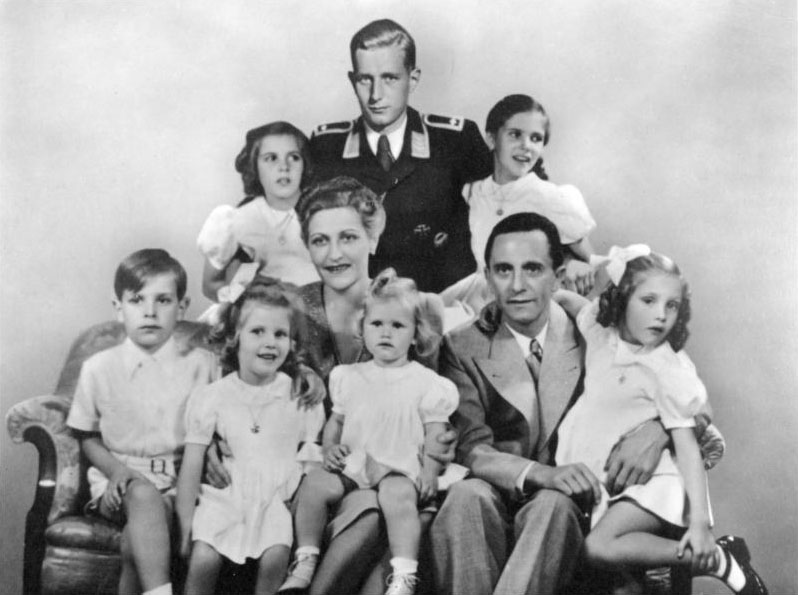
Família Goebbels: Joseph e Magda Goebbels, Helga, Hildegard, Heldwig, Holdine e Heidrun.
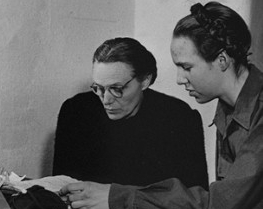
Gudrun Himmler (à direita) filha de Heinrich Himmler, com a sua mãe Margarete Himmler.
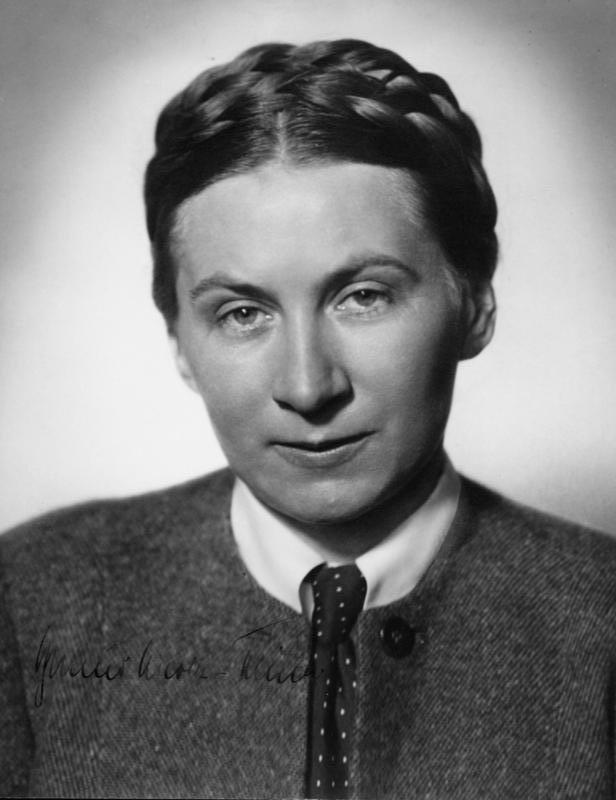
Gertrud Scholtz-Klink, presidente da NS-Frauenschaft.
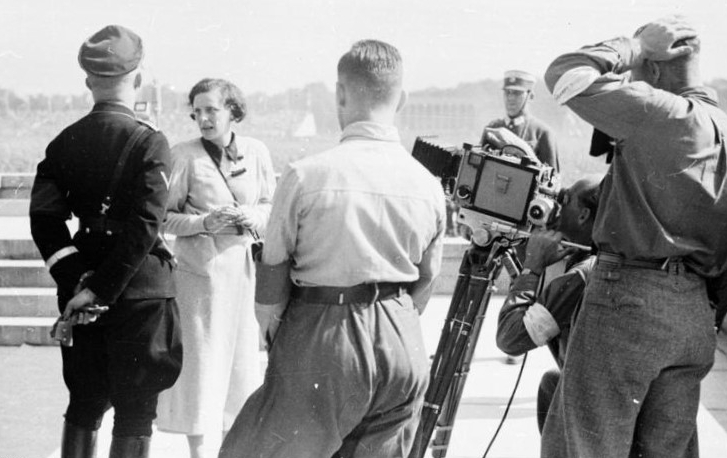
A realizadora Leni Riefenstahl com Heinrich Himmler.
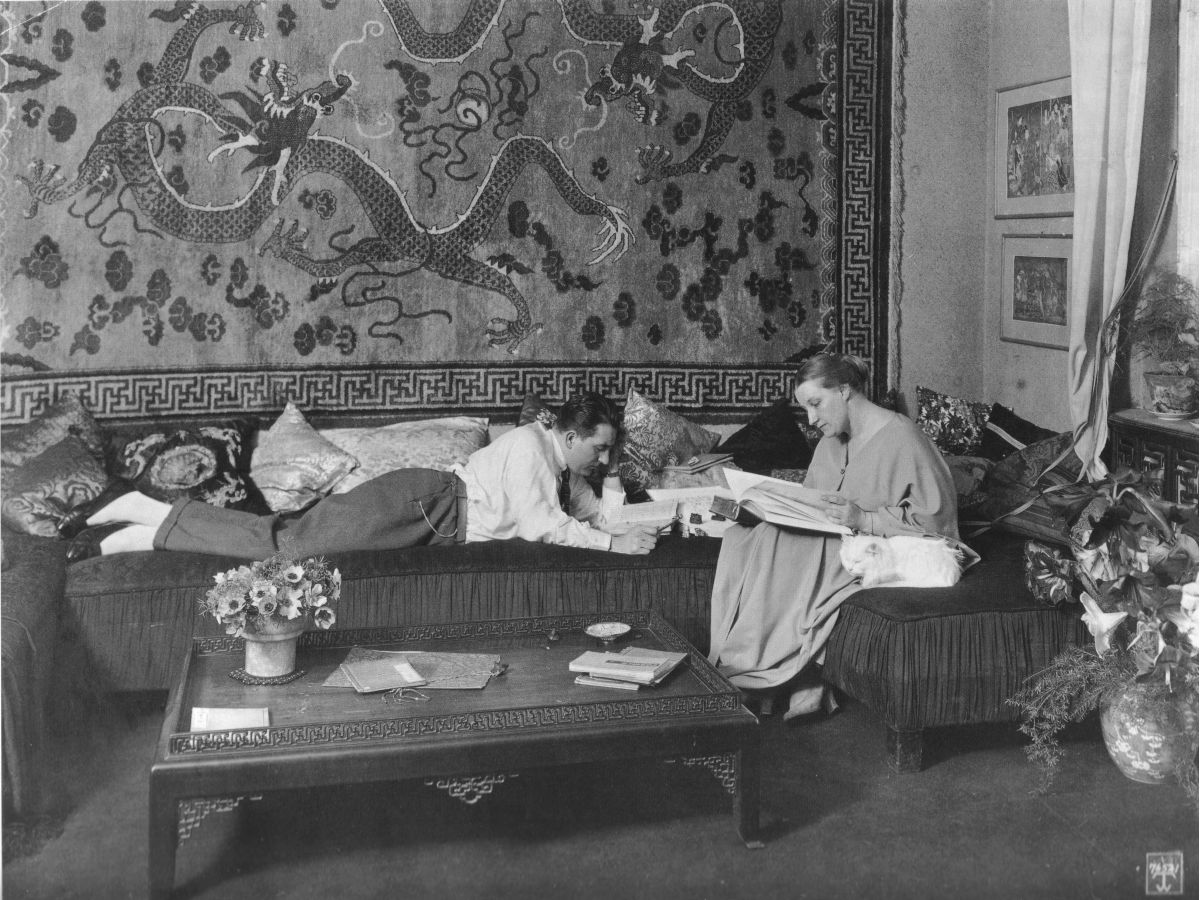
A argumentista Thea von Harbou.
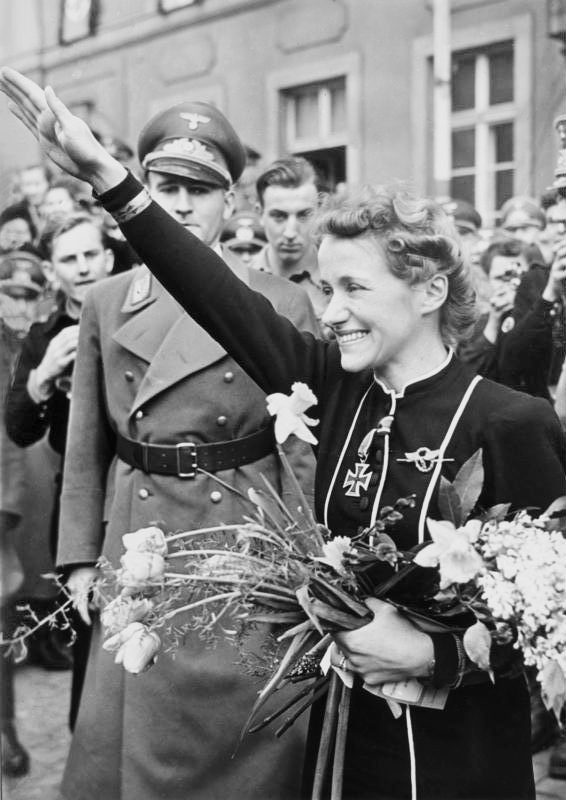
A aviadora Hanna Reitsch.
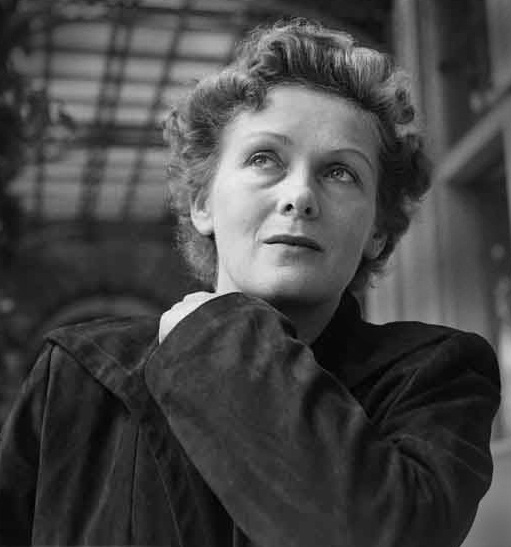
A cantora de ópera Elisabeth Schwarzkopf.